# Lacs Chiputneticook
Les Lacs Chiputneticook sont un groupe de lacs (Grand Lac, Lac Mud, Lac North, Lac Palfrey et Lac Spednic) situés à la frontière entre la province canadienne du Nouveau-Brunswick et l'État américain du Maine. Le fleuve Sainte-Croix y prend sa source.
Le nom Chiputneticook provient d'un mot amérindien d'origine inconnue.